# بروغريسو
بروغريسو (بالإنجليزية: Progreso)‏ هي مدينة أمريكية تقع في ولاية تكساس.تبلغ مساحة هذه المدينة 7.7 (كم²)،ويبلغ عدد سكانها 5507 نسمة حسب إحصاء سنة 2010 م. تشير إحصاءات سنة 2000م بان الكثافة السكانية في هذه المدينة تقدر بـ(627.8) نسمة/كم2.

## التركيبة السكانية
حدّد مكتب تعداد الولايات المتحدة بيانات التركيبة السكانية لبروغريسو في تعداد الولايات المتحدة. في ما يلي، التركيبة السكانية حسب تعدادي 2000 و2010.

### تعداد عام 2000
بلغ عدد سكان بروغريسو 4,851 نسمة بحسب تعداد عام 2000، وبلغ عدد الأسر 1,023 أسرة وعدد العائلات 951 عائلة مقيمة في المدينة. في حين سجلت الكثافة السكانية 625.1 نسمة لكل كيلومتر مربع (1,619.0/ميل2). وبلغ عدد الوحدات السكنية 1,127 وحدة بمتوسط كثافة قدره 145.2 لكل كيلومتر مربع (376.1/ميل2).
وتوزع التركيب العرقي للمدينة بنسبة 89.01% من البيض و0.10% من الأمريكيين الأصليين و0.04% من الأمريكيين ذوي الأصول الآسيوية و10.33% من الأعراق الأخرى و0.52% من عرقين مختلطين أو أكثر و99.01% من الهسبانيون أو اللاتينيون من أي عرق.
بلغ عدد الأسر 1,023 أسرة كانت نسبة 75.9% منها لديها أطفال تحت سن الثامنة عشر تعيش معهم، وبلغت نسبة الأزواج القاطنين مع بعضهم البعض 71.8% من أصل المجموع الكلي للأسر، ونسبة 15.7% من الأسر كان لديها معيلات من الإناث دون وجود شريك، بينما كانت نسبة 5.4% من الأسر لديها معيلون من الذكور دون وجود شريكة وكانت نسبة 7% من غير العائلات. تألفت نسبة 6.4% من أصل جميع الأسر من عدة أفراد يعيشون في نفس المنزل ونسبة 3.2% كانت تتألف من شخص يعيش بمفرده يبلغ من العمر 65 عاماً أو أكثر. وبلغ متوسط حجم الأسرة المعيشية 4.73، أما متوسط حجم العائلات فبلغ 4.94.
بلغ العمر الوسطي للسكان 21.6 عاماً. وكانت نسبة 42.5% من القاطنين تحت سن الثامنة عشر، وكانت نسبة 12.9% بين الثامنة عشر والرابعة والعشرين عاماً، ونسبة 25.1% كانت واقعةً في الفئة العمرية ما بين الخامسة والعشرين والرابعة والأربعين عاماً، ونسبة 13.3% كانت ما بين الخامسة والأربعين والرابعة والستين، ونسبة 6% كانت ضمن فئة الخامسة والستين عاماً فما فوق. يوجد لكل 100 أنثى 102.0 ذكر، ويوجد لكل 100 أنثى في الثامنة عشر من عمرها فما فوق 93.5 ذكر.
بلغ متوسط دخل الأسرة في المدينة 18,184 دولارًا، أما متوسط دخل العائلة فبلغ 18,313 دولارًا. وكان متوسط دخل الذكور 14,961 دولارًا مقابل 13,542 دولارًا للإناث. وسجل دخل الفرد الخاص بالمدينة 4,789 دولارًا. وكانت نسبة 51.4% من العائلات ونسبة 50.9% من السكان تحت خط الفقر، وكان من هؤلاء نسبة 56.4% تحت سن الثامنة عشر ونسبة 37.2% في الخامسة والستين من العمر وما فوق.

### تعداد عام 2010
بلغ عدد سكان بروغريسو 5,507 نسمة بحسب تعداد عام 2010، وبلغ عدد الأسر 1,282 أسرة وعدد العائلات 1,164 عائلة مقيمة في المدينة. في حين سجلت الكثافة السكانية 709.7 نسمة لكل كيلومتر مربع (1,838.1/ميل2). وبلغ عدد الوحدات السكنية 1,421 وحدة بمتوسط كثافة قدره 183.1 لكل كيلومتر مربع (474.2/ميل2).
وتوزع التركيب العرقي للمدينة بنسبة 83.98% من البيض و0.22% من الأمريكيين الأفارقة و0.56% من الأمريكيين الأصليين و0.05% من الأمريكيين ذوي الأصول الآسيوية و13.93% من الأعراق الأخرى و1.25% من عرقين مختلطين أو أكثر و98.37% من الهسبانيون أو اللاتينيون من أي عرق.
بلغ عدد الأسر 1,282 أسرة كانت نسبة 62.2% منها لديها أطفال تحت سن الثامنة عشر تعيش معهم، وبلغت نسبة الأزواج القاطنين مع بعضهم البعض 65.3% من أصل المجموع الكلي للأسر، ونسبة 19.2% من الأسر كان لديها معيلات من الإناث دون وجود شريك، بينما كانت نسبة 6.3% من الأسر لديها معيلون من الذكور دون وجود شريكة وكانت نسبة 9.2% من غير العائلات. تألفت نسبة 8.5% من أصل جميع الأسر من عدة أفراد يعيشون في نفس المنزل ونسبة 4.5% كانت تتألف من شخص يعيش بمفرده يبلغ من العمر 65 عاماً أو أكثر. وبلغ متوسط حجم الأسرة المعيشية 4.29، أما متوسط حجم العائلات فبلغ 4.55.
بلغ العمر الوسطي للسكان 25.3 عاماً. وكانت نسبة 36.5% من القاطنين تحت سن الثامنة عشر، وكانت نسبة 12.9% بين الثامنة عشر والرابعة والعشرين عاماً، ونسبة 24.2% كانت واقعةً في الفئة العمرية ما بين الخامسة والعشرين والرابعة والأربعين عاماً، ونسبة 18.7% كانت ما بين الخامسة والأربعين والرابعة والستين، ونسبة 7.7% كانت ضمن فئة الخامسة والستين عاماً فما فوق. وتوزع التركيب الجنسي للسكان بنسبة 49.1% ذكور و50.9% إناث.